# Sergej Myl'nikov
Sergej Aleksandrovič Myl'nikov (in russo Сергей Александрович Мыльников?; Čeljabinsk, 6 ottobre 1958 – Mosca, 20 giugno 2017) è stato un hockeista su ghiaccio sovietico.

## Palmarès

### Olimpiadi
- Oro a Calgary 1988.

### Mondiali
- Oro a Svezia 1989.
- Oro a Svizzera 1989.